# 钝鳞薹草
钝鳞薹草（学名：Carex nakaoana）是莎草科薹草属的植物。分布在锡金、尼泊尔以及中国大陆的西藏自治区等地，生长于海拔4,500米至5,000米的地区，多生在灌丛中和砾石带，目前尚未由人工引种栽培。